# Paleolithicum van Japan
Het paleolithicum van Japan duurde van omstreeks 40.000 v.Chr. tot rond 14.000 v.Chr. en het begin van de subneolithische Jomonperiode. Dit komt overeen met de periode van het laatpaleolithicum in Eurazië.
Alle vondsten die een menselijke aanwezigheid op de Japanse eilanden vroeger dan 35.000 v.Chr. zouden aantonen zijn omstreden. De vroeg- en middenpaleolithische mensen van het vasteland van Oost-Azië (Homo erectus en Denisovamens) hebben, voor zover bekend, de eilanden niet bereikt.
De vroegste menselijke resten zijn gevonden in Hamamatsu, waarbij C14-datering een leeftijd van 12.000 tot 16.000 v.Chr. aangaf.

## Werktuigen

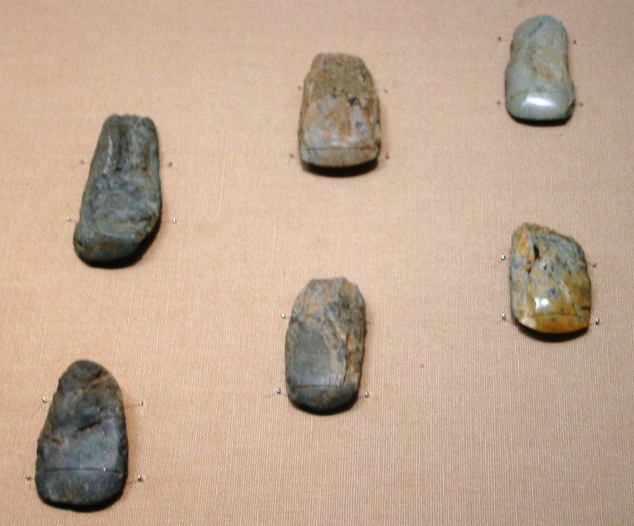
gepolijste stenen werktuigen van de paleolithische periode (Hinatabayashi B-site, Shinanomachi, Nagano) in het Nationaal museum Tokyo

Het Japanse paleolithicum bevat de oudst bekende gepolijste stenen werktuigen wereldwijd, gedateerd tot omstreeks 30.000 v.Chr. Elders op de wereld wordt deze techniek geassocieerd met het begin van het neolithicum, rond 10.000 v.Chr. Het is niet duidelijk waarom dit type gereedschap in Japan zo vroeg ontstond. De gereedschappen van het Japanse paleolithicum vertonen hiermee al mesolithische en zelfs neolithische eigenschappen.
Rond 18.000 voor Christus werd een nieuwe techniek om kleine stenen werktuigen te vervaardigen geïntroduceerd in Japan. Dit zorgde ervoor dat men dodelijke en precieze pijlen en wapens kon maken, wat resulteerde in een effectievere jacht.

## Paleoantropologie
De paleolithische bevolking van Japan, en de daarvan afstammende Jomon-bevolking, behoorde tot de paleo-aziatische groep. Deze stamde af van de eerste migraties van de anatomisch moderne mens via Zuid-Azië en Zuidoost-Azië richting Oost-Azië en Australië. Wanneer deze het vasteland van Oost-Azië bereikte is nog onzeker, maar in ieder geval vóór 50.000 v.Chr. Vanaf omstreeks 45-40.000 v.Chr. vond een tweede migratie vanuit Centraal-Azië plaats, welke zich via Mongolië en China verspreidde en geleidelijk het belangrijkste element in Oost-Azië uit ging maken.
Skeletvondsten van de vroegste bewoners van Japan tonen verwantschap met andere oude volkeren in Azië. De schedels zijn robuust, met diep liggende ogen. De gebitsstructuren behoren tot de sundadonte groep, welke vooral voorkomt bij oudere populaties in Zuidoost-Azië. De huidige bevolking van Oost-Azië behoort daarentegen meest tot de sinodonte groep.
Het volk der Aino, welk tegenwoordig nog slechts op het noordelijke eiland Hokkaido leeft, lijkt af te stammen van deze paleolithische bevolking. Genetisch onderzoek heeft hun verwantschap met o.a. de Australische Aboriginals en de Andamanezen aangetoond. In het geheel maakt dit element nog 10-20% van de moderne Japanse bevolking uit, de rest stamt af van latere migraties vanaf het vasteland, met name gedurende de Yayoiperiode.

## Archeologie
De eerste paleolithische site in Japan werd kort na de Tweede Wereldoorlog ontdekt. Omdat men voorheen dacht dat het land voor de Jomonperiode onbewoond was, hield men na het bereiken van de diepste Jomonlagen meestal op met graven. Na de eerste paleolithische vondsten van Tadahiro Aizawa werden er echter rond 5.000 vondsten gedaan, soms onder al bekende Jomonsites.
Vanwege het vulkanische karakter van de archipel wordt het onderzoek naar de Japanse paleolithische periode gekenmerkt door een grote mate van stratigrafische informatie: grootschalige erupties vormden gemakkelijk dateerbare aslagen welke over het hele land als referentie gebruikt kunnen worden.

### Bedrog
In 2000 werd de reputatie van de Japanse archeologie van het paleolithicum zwaar beschadigd door een schandaal.
Het dagblad Mainichi Shimbun toonde foto's waarop de archeoloog Shinichi Fujimura artefacten plaatste op de Kamitakamori-site, welke hij de volgende dag "vond". In een interview met het dagblad gaf hij het bedrog toe. De Archeologische Associatie van Japan royeerde hem als lid. Een onderzoeksteam toonde aan dat bijna alle door hem gevonden artefacten vervalsingen waren.
Sinds de ontdekking van dit bedrog kunnen nog slechts een paar sites mogelijk een menselijke aanwezigheid tussen 50.000 en 40.000 BP aantonen; de vroegste meer algemeen geaccepteerde en betrouwbare dateringen zijn vanaf circa 35.000 v.Chr.